# Pownal (Maine)
Pownal – miasto w Stanach Zjednoczonych, w stanie Maine, w hrabstwie Cumberland.